# Yasui Sokken

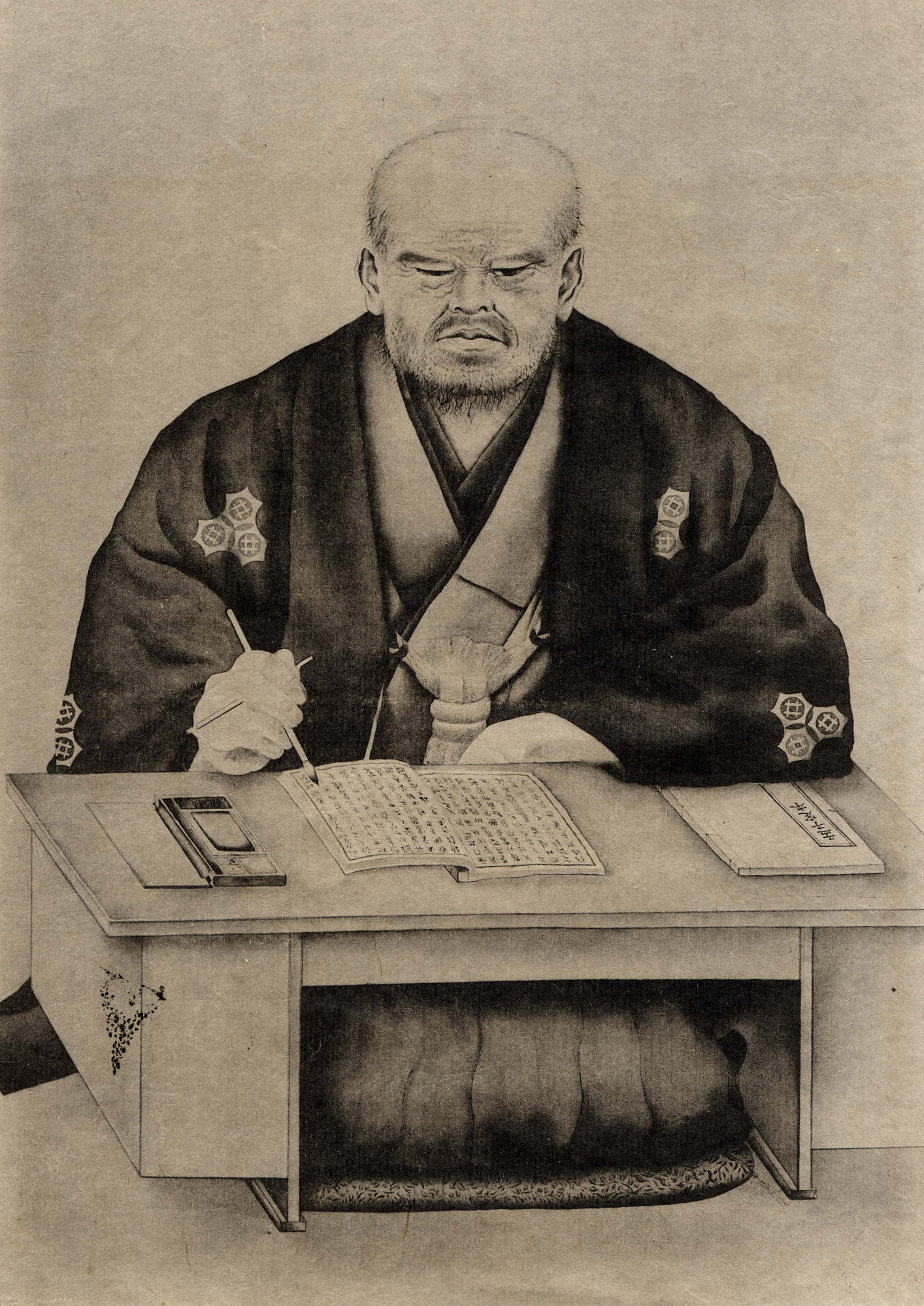
Yasui Sokken

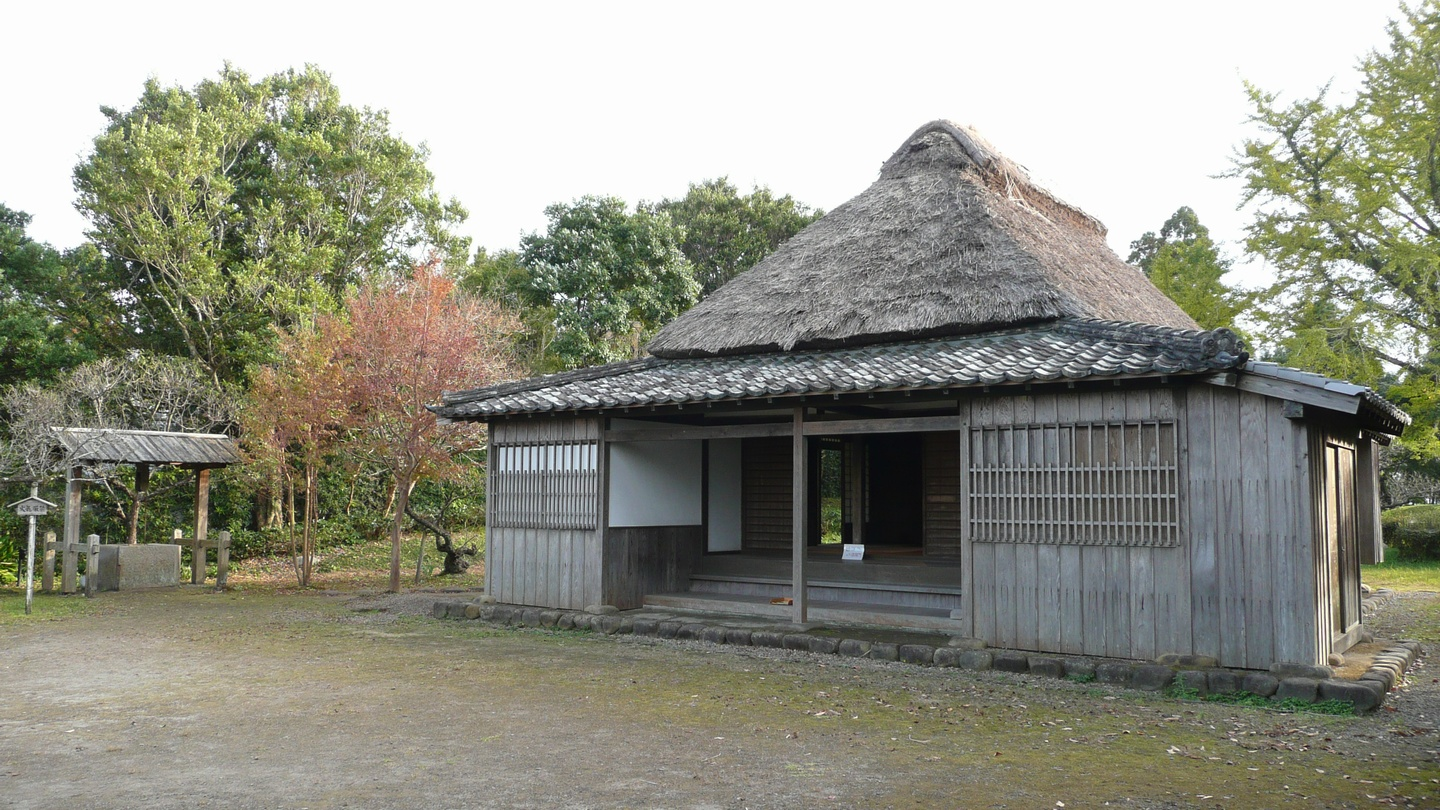
Yasuis Wohnhaus in Obi

Yasui Sokken (japanisch 安井 息軒; geboren 5. Februar 1799 in der Domäne Obi (飫肥藩) (Provinz Hyūga); gestorben 23. September 1876) war ein japanischer konfuzianischer Gelehrter der späten Edo- und frühen Meiji-Zeit. 

## Leben und Wirken
Yasui Sokken war der Sohn von Yasui Sōshū (安井 滄洲), einem konfuzianischen Gelehrten der Obi-Domäne in der Provinz Hyūga. Im Alter von 26 Jahren trat er in die staatliche Ausbildungsstätte „Shōheizaka gakumonjo“ (昌平坂学問所) – kurz „Shōheikō“ (昌平黌) – ein und studierte bei dem konfuzianischen Gelehrten Matsuzaki Kōdō (松崎 慊堂; 1771–1844). Er arbeitete dann vorübergehend als Assistenzprofessor an der Obi Domain School, wurde aber später Lehrer an Shōheikō. Er respektierte die alten Berichte der Han- und Tang-Dynastie, interessierte sich aber mehr für  die archäologischen Studien der Qing-Dynastie.
Im Jahr 1853, als nach Perrys und dann auch Putjatins Schiffe vor Japan auftauchten, verfasste Yasui „Kaibō shigi“ (海防私議) – „Persönliche Ansichten zur Küstenverteidigung“ und nahm damit zur aktuellen Situation Stellung. Zu seinen Kommentaren gehören unter anderem „Saden Shūshaku“ (左伝輯釈) und „Kanshi Sanko“ (管子纂詁), und zu seinen Anthologien zählen „Sokken Bunsho“ (息軒文鈔) und „Sokken Postscript“ (息軒遺稿).
Yasui bildete viele Persönlichkeiten aus, darunter Inoue Kowashi, Tani Tateki, Mutsu Munemitsu, Shigeno Yasutsugu und Shinagawa Yajirō nicht nur in Obi, auch in Edo.